# Homoneura longa
Homoneura longa är en tvåvingeart som beskrevs av Gao och Yang 2002. Homoneura longa ingår i släktet Homoneura och familjen lövflugor. Inga underarter finns listade i Catalogue of Life.